# Sebastian Obermaier
Sebastian Wilhelm Obermaier Mayer, kurz Pater Sebastian (Padre Sebastian), (* 24. Oktober 1934 in Rosenheim; † 2. August 2016 in El Alto) war ein deutscher römisch-katholischer Missionar in Bolivien. 

## Leben
Sebastian Obermaier, drittes von sechs Kindern, empfing nach seiner theologischen Ausbildung am 29. Juni 1959 im Freisinger Dom die Priesterweihe. Er war zunächst Kaplan in Ebersberg, in St. Augustin in München und schließlich am Hasenbergl in München. Der Münchener Erzbischof Julius Döpfner entsandte ihn 1966 nach Lateinamerika. Nach Tätigkeit für die deutsche Gemeinschaft in Venezuela mit Sitz in Caracas kam er 1978 als Fidei-Donum-Priester ins bolivianische El Alto, eine Stadt mit damals 80.000 Einwohnern. Er erlebte den immensen Zuzug meist indigener, mittelloser Bürger und das Anwachsen der Stadt auf fast 900.000 Menschen.
Obermaier war Pfarrer der Pfarre Cuerpo de Cristo in El Alto. Er lernte rudimentär die indigene Aymara-Sprache. Er war Bauherr von 72 Kirchen in Bolivien, nach Angaben der Stadt El Alto sind es sogar mehr als 80. Seine Kirchen sind leicht zu erkennen, denn viele von ihnen haben einen Zwiebelturm, teils Zwillingstürme ähnlich denen der Frauenkirche in München. Außerdem gründete er 34 Schulen, sechs Kitas und ein Kinderhaus für Opfer häuslicher Gewalt sowie ein Altenheim für 40 Bewohner. Neben der „Stiftung Bolivienhilfe“ in Deutschland gründete er am 12. September 2000 die Fundación Cuerpo de Cristo, eine Stiftung für soziale und religiöse Werke, und war deren Direktor. 2016 gründete er noch einen landesweiten katholischen TV-Kanal.
Bischof Jesús Juárez Párraga sagte: „Pater Sebastian war ein Gigant für die katholische Kirche in Bolivien“. In einem Nachruf dankte ihm der bolivianische Präsident Evo Morales für sein Engagement, einem „der sich für die Ärmsten eingesetzt hat“.

## Ehrungen
Für sein Engagement wurde Sebastian Obermaier 1999 mit dem Verdienstkreuz 1. Klasse des Verdienstordens der Bundesrepublik Deutschland ausgezeichnet. Für sein selbstloses Wirken im sogenannten „Gaskrieg“ in Bolivien wurde er von der bolivianischen Presse 2003 zum „Mann des Jahres“ ernannt.
Am 3. August 2016 ernannte der Senat (Cámara de Senadores) des bolivianischen Parlamentes Sebastian Obermaier posthum als Dank für seine herausragende und selbstlos religiöse Bildungs- und Sozialarbeit im Namen der Stadt El Alto und des Landes Bolivien zum Ehrensenator.